# Polytaenia
Polytaenia là chi thực vật có hoa trong họ Apiaceae.